# Forton (Staffordshire)
Forton es una parroquia civil y un pueblo del distrito de Stafford, en el condado de Staffordshire (Inglaterra).

## Geografía
Según la Oficina Nacional de Estadística británica, Forton tiene una superficie de 14,94 km².

## Demografía
Según el censo de 2001, Forton tenía 266 habitantes (48,5% varones, 51,5% mujeres) y una densidad de población de 17,8 hab/km². El 18,05% eran menores de 16 años, el 78,95% tenían entre 16 y 74, y el 3,01% eran mayores de 74. La media de edad era de 41,11 años. Del total de habitantes con 16 o más años, el 20,18% estaban solteros, el 68,81% casados, y el 11,01% divorciados o viudos.
Según su grupo étnico, el 98,88% de los habitantes eran blancos y el 1,12% de cualquier otro, salvo mestizos, asiáticos, negros y chinos. La mayor parte (97,74%) eran originarios del Reino Unido. El resto de países europeos englobaban al 1,13% de la población, mientras que el 1,13% había nacido en cualquier otro lugar. El cristianismo era profesado por el 84,59%, mientras que el 10,15% no eran religiosos y el 5,26% no marcaron ninguna opción en el censo.
Había 106 hogares con residentes y 6 vacíos.